# قائمة جسور لبنان
- جسر الكولا
- جسر البربير
- جسر فؤاد شهاب
- جسر القاسمية
- جسر الدامور
- جسر القاضي
- جسر الخردلي
- جسر الليطاني
- جسر المديرج
- جسر القعقعية
- جسر طيرفلسيه
- جسر دير الزهراني رومين
- جسر المحمودية ( جسر التحرير )
- جسر وادي الزينة
- جسر الأولي
- جسر درب السيم
- جسر الحديد (يربط بقسطا ببلدة علمان- الشوف)
- جسر النملية (ضهر البيدر )
- جسر الجديد (طريق المديرج الدولية )
- جسر المطار
- جسر الصفير
- جسر الكوستا برافا (الأوزاعي)
- جسر الوادي الأخضر (عربصاليم)
- جسر الزهراني
- جسر أبو زبلة
- جسر الرام
- جسر الشفعة
- جسر جدرا
- جسر الدلهمية (السعديات )
- جسر الدبية (السعديات )
- جسر السكسكية
- جسر المعاقين
- جسر الأنصارية
- جسر الجية
- جسر عدوة حديدي قديم
- جسر اسبر
- جسر جلالا
- جسر الريجي ( الغازية)
- جسر الرميلة
- جسر علمان
- جسر بطشاي بوادي شحرور
- جسر السعيدة
- جسر عين السودا
- جسر يونين
- جسر النبي شباط ( يربط بريتال ببلدة حام والخريبي)
- جسر العاصي
- جسر المجيدل
- جسر عرقة
- جسر المعاملتين
- جسر الفيدار
- جسر الكازينو
- جسر المدفون
- جسر المدهون
- جسر الحيصة
- جسر البربارة الدغلة
- جسر الباشا(الحازمية)
- جسر عمر مسقاوي
- جسر الرينغ(الليث)
- جسر برج حمود الأشرفية
- جسر نهر الموت